# Аннін Тауншип (округ Маккін, Пенсільванія)
Аннін Тауншип (англ. Annin Township) — селище (англ. township) в США, в окрузі Маккін штату Пенсільванія. Населення — 709 осіб (2020).

## Демографія
Згідно з переписом 2010 року, у селищі мешкали 694 особи в 279 домогосподарствах у складі 202 родин. Було 364 помешкання
Расовий склад населення:
| - 98,6 % — білих - 0,3 % — чорних або афроамериканців - 0,3 % — азіатів |

До двох чи більше рас належало 0,9 %. Частка іспаномовних становила 0,4 % від усіх жителів.
За віковим діапазоном населення розподілялося таким чином: 21,3 % — особи молодші 18 років, 61,4 % — особи у віці 18—64 років, 17,3 % — особи у віці 65 років та старші. Медіана віку мешканця становила 44,8 року. На 100 осіб жіночої статі у селищі припадало 102,3 чоловіків;  на 100 жінок у віці від 18 років та старших — 100,0 чоловіків також старших 18 років.
Середній дохід на одне домашнє господарство  становив 48 724 долари США (медіана — 40 769), а середній дохід на одну сім'ю — 57 729 доларів (медіана — 52 083). Медіана доходів становила 52 143 долари для чоловіків та 33 750 доларів для жінок. За межею бідності перебувало 15,8 % осіб, у тому числі 33,3 % дітей у віці до 18 років та 12,5 % осіб у віці 65 років та старших.
Цивільне працевлаштоване населення становило 230 осіб. Основні галузі зайнятості: освіта, охорона здоров'я та соціальна допомога — 24,8 %, виробництво — 23,5 %, роздрібна торгівля — 9,1 %, науковці, спеціалісти, менеджери — 9,1 %.